# Podmore (Staffordshire)
Podmore – przysiółek w Anglii, w Staffordshire. Leży 13,7 km od miasta Stoke-on-Trent, 18,6 km od miasta Stafford i 218,4 km od Londynu. W latach 1870–1872 miejscowość liczyła 38 mieszkańców. Podmore jest wspomniana w Domesday Book (1086) jako Podemore.